# Rue de Theinheim
La rue de Theinheim est une voie de la commune française de Colmar.

## Situation et accès
Cette voie de circulation, d'une longueur de 130 m, se trouve dans le quartier centre.
On y accède par les rues Vauban, des Laboureurs, de l'Enceinte et des Tilleuls.
Cette voie n'est pas desservie par les bus de la TRACE.